# Хлотар III
Хлотар III (Chlothar III.; * 650/651; † сл. 10 март 673) е крал на франките от династията Меровинги през 657 – 673 г. в Бургундия и Неустрия.

## Живот
Той е син на Хлодвиг II и Батилда. Брат е на Теодорих III и Хилдерих II.
Когато баща му Хлодвиг II умира през 657 г., той го наследява като най-голям син на трона в кралствата Неустрия и Бургундия. Понеже по това време той е на осем години, майка му Батилда управлява кралството като регентка до 664 г. с майордом Ерхиноалд и от 658 г. с Еброин в Неустрия.
През 664 г. майка му е изгонена след интрига на Еброин. Започва гражданска война, по време на която Хлотар е убит през 673 г. Погребан е в манастира Шел, където след седем години умира майка му.
Малко след неговата смърт, през 675 или 676 г., е избран за крал вероятният му син Хлодвиг III.